# Одина (Кунгурский район)
Одина — деревня в Кунгурском районе Пермского края, входящая в состав Неволинского сельского поселения.

## География
Деревня находится в южной части Кунгурского района, примыкая с юга к селу Троицк.

## Климат
Климат умеренно-континентальный с продолжительной снежной зимой и коротким, умеренно-тёплым летом. Средняя температура июля составляет +17,8 0С, января −15,6 0С. Среднегодовая температура воздуха составляет + 1,3°С. Средняя продолжительность периода с отрицательными температурами составляет 168 дней и продолжительность безморозного периода 113 дней. Среднее годовое количество осадков составляет 539 мм.

## История
До 2018 года деревня входила в состав Тихановского сельского поселения, после упразднения которого входит в состав Неволинского сельского поселения.

## Население
Постоянное население составляло 34 человека в 2002 году (94 % русские), 34 человека в 2010 году.